# Marie Brown
Marie Brown (1883 – 22 novembre 1949) est une médecin et militante des droits des femmes australienne. Elle est, avec Helen Mayo, l'une des fondatrices de la Mothers' and Babies' Health Association, qui participe grandement à l'amélioration de la santé des mères et des nourrissons en Australie au vingtième siècle.

## Biographie
Marie Brown, née Simpson, naît à Nottingham, en Angleterre. Elle obtient son Bachelor of Medicine, Bachelor of Surgery à l'université de Londres en 1907. En 1913, elle est diplômée en Santé Publique à l'université de Sheffield. Elle arrive en Australie-Méridionale le Mongolia, le 13 novembre 1914 ; elle se marie avec Gilbert Brown le même jour, et ils vivent pendant un temps à Snowtown, y travaillant tous deux. Gilbert Brown (14 août 1883 – 1960) est né à Wigan, Lancashire. Il obtient son diplôme (le Bachelor of Medicine, Bachelor of Surgery) en 1908, à Liverpool, où il exerce à l'hôpital pour femmes. Il émigre plus tard en Australie-Méridionale. il commence à pratiquer en février 1912 à Bute, puis pendant environ quatre ans à Snowtown. Ils ont eu un fils, Ian, nait le 29 mai 1917. Ils vivent un temps à Strangways Terrace, dans le quartier nord d'Adélaïde, puis au 31 Watson Avenue, dans le quartier Rose Park pendant quelques années. Gilbert Brown intègre brièvement avec le corps médical de la Première force impériale australienne, au grade de capitaine, en juillet 1918. ils ouvrent ensuite un cabinet de praticien au 3  North Terrace, à Adélaïde et s'installe au 36 Walkerville Terrace, dans le quartier Gilberton.
Marie Brown est intéressée par les questions de la santé publique et des associations pour la santé des mères et des enfants. Elle s'est impliquée à partir de 1920 dans la School for Moters, littéralement l'école pour les mères, qui devient plus tard, la Mothers' and Babies' Health Association), y exerçant la médecine, puis devenant adjointe au chef du service médical, et directrice de leur dispensaire prénatal. Elle est connue à l'époque pour ses conférences sur la santé des enfants. Elle a également été médecin du Kindergarten Union et membre du Conseil international des femmes.
En 1922, elle candidate sans succès aux élections municipales de la ville de MacDonnell sous la bannière de la Women's Non-Party Association (qui prendra plus tard le nom de League of Women Voters.
Son frère Archibald Johnson est également médecin, et est marié avec Alice Perry Johnsonqui travaille pour le gouvernement fédéral.